# انویست
انویسَت (انگلیسی: Envisat) نام یک ماهواره دیدبانی زمین بزرگ و غیرفعال است که هنوز در مدار قرار دارد. این ماهواره توسط آژانس فضایی اروپا مدیریت می‌شود و نخستین ماهواره غیرنظامی دیدبانی زمین به‌شمار می‌رفت.
این ماهواره در ۱ مارس ۲۰۰۲ با استفاده از راکت آریان ۵ از پایگاه فضایی گویان در گویان فرانسه در مدار خورشیدآهنگ قطبی در ارتفاع ۷۹۰ کیلومتری قرار گرفت.
هزینه توسعه و پرتاب انویست ۲٫۳ میلیارد یورو بود. قرار است مجموعه ماهواره‌های برنامه کوپرنیک جایگزین مأموریت انویست شود. نخستین ماهواره برنامه کوپرنیک به نام سنتینل-۱ از زمان پرتاب در سال ۲۰۱۴ وظایف راداری انویست را انجام می‌دهد.